# Landgoed Schoneborg
Landgoed Schoneborg is een monumentaal landgoed in Belfeld in de Nederlandse gemeente Venlo. Het gehele complex geniet vanaf 23 augustus 2011 een beschermde status als gemeentelijk monument.

## Geschiedenis
Het landgoed is begonnen in 1777 als ontginningsboerderij door een koopman uit Kaldenkerken. Deze boerderij wordt momenteel Oud Schoneborg (gemeentelijk monumentnummer 1893) genoemd. In de 19e eeuw werd de boerderij uitgebreid met enkele bijgebouwen en schuren, ter ondersteuning van het ontginningsproces van het nabijgelegen Meelderbroek. Rond 1915 werd het complex gekocht door de Missiezusters uit Steyl, welke een nieuwe boerderij op het landgoed lieten bouwen. Deze nieuwere boerderij wordt Nieuw Schoneborg of Arnoldushof (gemeentelijk monumentnummer 1296) genoemd.
In 1978 brandde het woonhuis vrijwel volledig af, maar de andere gebouwen bleven in gebruik, voornamelijk als stal of opslagplaats.

## Oud Schoneborg
Voor zover bekend, is de oudste gedetailleerde plattegrond van de boerderij te zien op de Tranchotkaart uit 1803. Net als het kadastrale verzamelplan uit 1810 toont deze kaart een boerderij, bestaande uit twee losse, evenwijdig aan elkaar geplaatste gebouwen. Daarmee is Oud Schoneborg een van de vroegere voorbeelden van een nieuw type boerderij.
Een van de oudst bewaard gebleven gebouwen is de schuur, welke oorspronkelijk diende als langsdeelschuur voor hooiopslag, met een stal op de begane grond. De twee losse vleugels zijn in ieder geval voor 1840 met elkaar verbonden door een dwarsvleugel, waardoor een dwarshuisboerderij ontstond. Na 1840 werd de dwarsvleugel aangepast. Een uit 1916 daterende bouwtekening laat een geheel vrijstaande vleugel zien, die precies de afmetingen heeft van de ruimte tussen het woonhuis en de tegenoverliggende schuur, terwijl de noordwestelijke bebouwing is verdwenen. Hierdoor zijn het hoofdgebouw en de dwarsvleugel los van elkaar komen te liggen. Waarschijnlijk is de dwarsvleugel afgebroken en opnieuw opgebouwd. In 1934 werd de dwarsvleugel echter weer naar beide zijden opnieuw uitgebreid. Ook werden rond dezelfde tijd alle balklagen en kapconstructies vervangen.
In 1894 woedde een hevige brand in de boerderij, waardoor er een schade van onbekende omvang ontstond. Het jaar daarop werd het woongedeelte weer betrokken. In 1912 werd het complete landgoed, dat intussen een oppervlakte van 70 hectare besloeg, verkocht aan de Missiezusters uit Steyl. Vanaf dat moment werd de boerderij continu bewoond door de knechten van de zusters.
Op kerstavond 1978 brandde het woonhuis volledig uit. De overige gebouwen werden niet door de brand aangetast. Het verwoeste woonhuis werd tot op het maaiveld gesloopt. Sindsdien werd Oud Schonenborg niet meer bewoond.

## Nieuw Schoneborg
In 1912 kochten de Missiezusters Dienaressen van de Heilige Geest uit Steyl de oude boerderij met bijgebouwen en landerijen aan. Terwijl Oud Schoneborg werd bewoond door de knechten van de zusters, werd in 1915 een nieuwe hoeve gebouwd, ter huisvesting van de zusters zelf. Deze nieuwe hoeve bestond uit een woongedeelte met aansluitende schuur- en stalvleugel, welke in 1916 gereed was. De hoeve werd door de zusters Sint-Arnoldushof genoemd, naar Arnoldus Janssen die in 1889 in Steyl de congregatie stichtte. Vanaf dat moment werd het gehele complex getypeerd als kloosterboerderij of kasteelboerderij. In de volksmond heet deze boerderij echter Nieuw Schoneborg. Ook lieten de zusters elementen in het omliggende terrein aanbrengen die in relatie stonden met de kloosterorde, zoals een klein kapelletje met een Christusbeeld.
Vanaf 1932 werd het landgoed beheerd door een rentmeester, in dienst van de zusters. In 1968 trokken de zusters uit het complex; de oudere zusters werden te oud en jongere zusters die het werk konden overnemen waren er niet. De woonvertrekken van de zusters werden vanaf dat moment in gebruik genomen door de rentmeester.
Aan het begin van de jaren dertig van de 20e eeuw werd aan de noordzijde een grote schuur gebouwd, welke vermoedelijk de woonruimte van de rentmeester was. In 1949 werd het oostelijke bijgebouw in omvang verdubbeld. Rond 1970 werd tussen het hoofdgebouw en de in de jaren 30 gebouwde schuur een moderne veestal gebouwd, die beide ruimtes met elkaar verbond. Aan de oostzijde van de boerderij werd later nog een lange schuur gebouwd. Het hele complex Nieuw Schoneborg bestond uiteindelijk uit een woonhuis, een bijgebouw, een schuur met tweede woonhuis (voor de rentmeester), een schuur voor landbouwmachines, een veestal en een algemene schuur voor opslag van klein materiaal.